# Tukums (rejon)
Tukums (łot. Tukuma rajons) – rejon w zachodniej Łotwie, funkcjonujący w latach 1949–2009.
Rejon graniczył z rejonami: Dobele, Jełgawa, Kuldyga, Saldus i Talsi oraz miastem wydzielonym Jurmała.
Zniesiony 30 czerwca 2009, w ramach reformy administracyjnej.